# کلاته دهن دوتگی
کلاته دهن دوتگی یک روستا در ایران است که در دهستان درح شهرستان سربیشه واقع شده‌است. کلاته دهن دوتگی ۴۵ نفر جمعیت دارد.